# هوائي قطع مكافئ

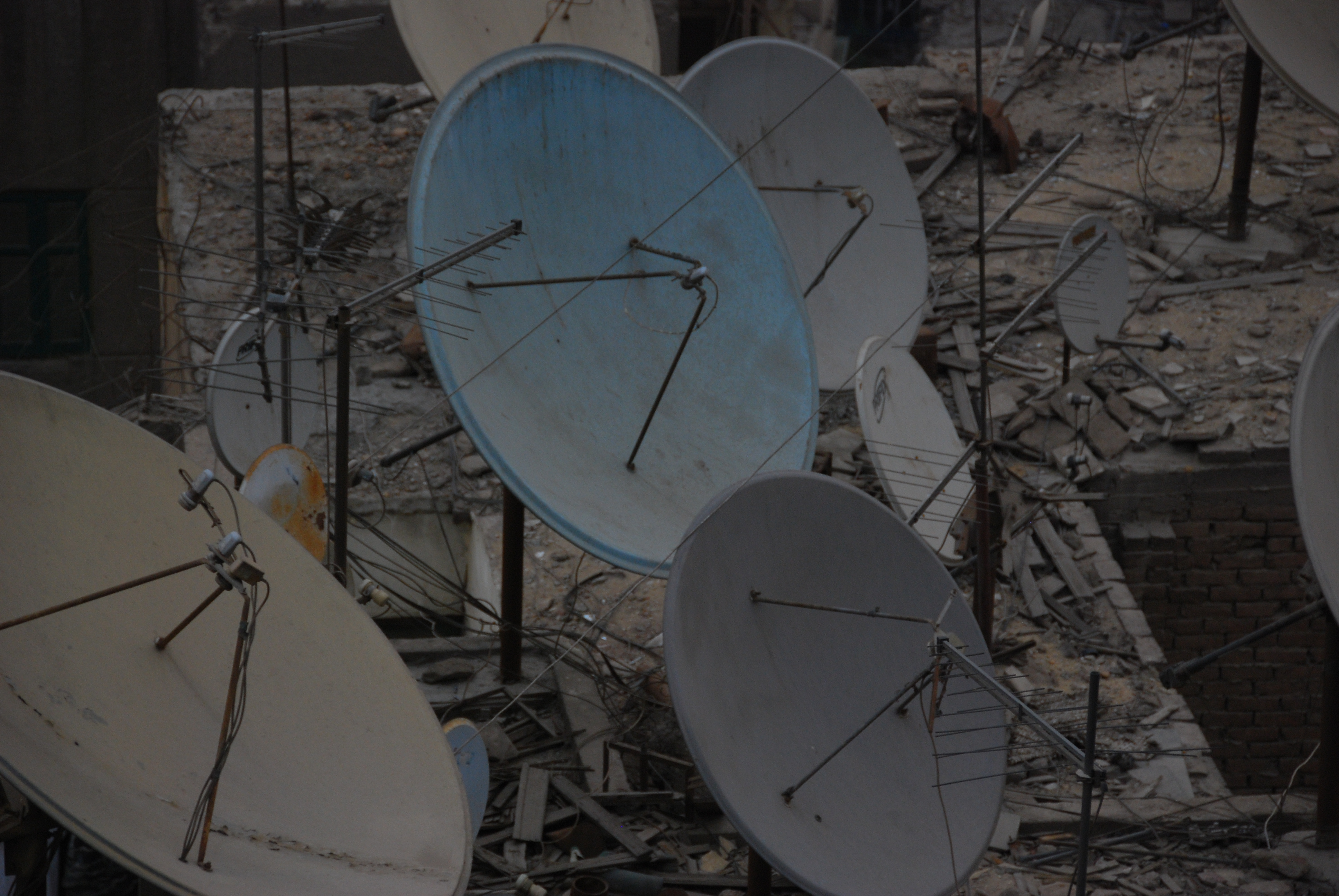
تستلم الأطباق إشارة من الأقمار الصناعية.

الهوائي المكافئ يستخدم في مجال الاتصالات السلكية واللاسلكية، مع هوائي يعني فتحة الهوائي مجهزة بعاكس مكافئ، ودعا عاكس، ويمكن استخدامها في كل من الإرسال والاستقبال في. عند استخدامها في الاستقبال أنها مزودة عنصرا تلقي يتضمن مضخم صوت مع انخفاض مستوى الضجيج الرقم (LNA) وغالبا ما يكون محول التردد، وفي هذه الحالة عنصر متكامل يأخذ اسم من تحويل كتلة منخفضة الضوضاء (LNB أو LNBC). عند استخدامها في نقل تم تجهيز هوائي مع وجود عنصر يحيل يأخذ اسم إضاءة، أو وحدة التغذية، والتي غالبا ما تتكون من هوائي القرن الصغيرة.
الملامح الرئيسية لهذا النوع من الهوائي هي الاتجاهية العالية والمكاسب: [1] هذه المقادير تعتمد على نسبة قطرها الفعال وطول الموجة المستخدمة في نقل والاستقبال: ارتفاع هذه النسبة هي أكبر وزيادة الاتجاهية. وتستخدم الهوائيات الصغيرة تلقي (بأقطار من أجل من 60 سم)، على سبيل المثال، لاستقبال البث التلفزيوني من الأقمار الصناعية وضعت في المدار الثابت بالنسبة للأرض. وتستخدم الهوائيات مكافئ في الأجهزة الأكبر حجما من الوصلات اللاسلكية، في حين يتم استخدام هوائيات كبيرة مكافئ، بأقطار أن تصل إلى أكثر من 30 م، للاتصالات بين الأقمار الصناعية ومحطات المراقبة الأرضية، كما هو الحال في شبكات الأقمار الصناعية.